# Molamboz
Molamboz é uma comuna francesa na região administrativa de Borgonha-Franco-Condado, no departamento de Jura. Estende-se por uma área de 7,06 km². Em 2010 a comuna tinha 92 habitantes (densidade: 13 hab./km²).